# Battaglia di Casalecchio
(Francesco Novello da Carrara)
La battaglia di Casalecchio si svolse il 26 giugno 1402 vicino a Casalecchio di Reno, nei pressi di Bologna. In questo scontro, un esercito bolognese agli ordini di Giovanni I Bentivoglio si scontrò con quello di Gian Galeazzo Visconti, duca di Milano e dei suoi alleati, i Malatesta, signori di Rimini, e i Gonzaga, signori di Mantova. Bologna, dal canto suo, era aiutata da Firenze, nel tentativo comune di fermare le ambizioni territoriali dei Visconti.
Gian Galeazzo Visconti aveva nel suo esercito molti feudatari italiani. Con Facino Cane, Alberico da Barbiano e Ludovico Gabriotto Cantelli (Ludovico da Parma) (1360-1410 circa) comandò l'avanguardia milanese, composta da 2000 cavalieri. Cantelli combatté contro Bernardo della Serra e catturò Rigo Galletto, Pietro da Carrara e Brunoro Della Scala, che vennero condotti a Parma.
I bolognesi furono sconfitti e Giovanni I Bentivoglio venne ucciso. Gian Galeazzo Visconti conquistò Bologna e programmò l'assalto a Firenze. Si ammalò però il 10 agosto 1402 e morì il 3 settembre successivo.